# Gia đình đức hạnh
Gia đình đức hạnh (tiếng Anh: Graceful Family, tiếng Hàn: 우아한 가; Romaja: Uahan Ga) là một bộ phim truyền hình Hàn Quốc năm 2019 với sự tham gia của các diễn viên Im Soo-hyang, Lee Jang-woo và Bae Jong-ok. Phim được chiếu vào mỗi thứ tư, thứ năm hàng tuần lúc 23:00 (KST) trên hai đài truyền hình MBN và Dramax từ 21 tháng 8 đến 17 tháng 10 năm 2019. Tại Việt Nam, bộ phim được phát sóng trên VTC1 lúc 21h từ thứ 2 đến thứ 6 hàng tuần.
Bên cạnh việc nhận cơn mưa lời khen từ các chuyên gia, Gia đình đức hạnh cũng trở thành phim truyền hình đạt lượt xem/rating cao thứ 2 trong lịch sử của đài MBN.

## Nội dung
Mo Seok-hee (Im Soo-hyang) là đứa con gái duy nhất của tập đoàn MC Group. Ông nội cô là người thành lập nên và nắm giữ nhiều cổ phần nhất trong khi cha cô là chủ tịch của tập đoàn. Seok-hee bị cha buộc phải du học tại Mỹ ngay sau khi mẹ cô qua đời do bị ám sát.
15 năm sau đó, Seok-hee trở thành một người phụ nữ thông minh và xinh đẹp với tính cách mạnh mẽ. Cô hành động thô lỗ, cứng rắn và kiêu ngạo, nhưng giấu đi lòng tốt và sự đau khổ của mình trước cái chết của mẹ.
Heo Yoon-do (Lee Jang-woo) là một luật sư không có văn phòng và ít khách hàng. Anh làm việc trong một góc nhỏ tạm thời đặt tại nhà hàng của cha nuôi và giúp đỡ những người dân trong khu phố của mình khỏi rắc rối của họ. Anh là một người biết yêu thương mọi người và sống vì sự công bằng.
Sau khi quay trở về Hàn Quốc để thăm người ông vừa phải nhập viện tại một bệnh viện thuộc sở hữu MC Group tại Seoul, Seok-hee gặp Yoon-do tại một sở cảnh sát. Seok-hee thuê Yoon-do làm luật sư cá nhân và Yoon-do bắt đầu làm việc với Đội an ninh TOP của tập đoàn MC Group.
TOP Team quản lý và giải quyết mọi vấn đề của gia tộc Mo. TOP Team được quản lý bởi Han Je-kook (Bae Jong-ok), một cựu thẩm phán từng được biết đến là người công bằng và không nhận hối lộ. Sau khi nhận giải quyết một vụ án chống lại MC Group và chịu sự trả đũa, Je-kook chuyển đến một tòa án tại một vùng nông thôn hẻo lánh, thất vọng vì bị khinh thường vì là phụ nữ cô đã đồng ý lời mời làm việc cho MC Group. Je-kook trở thành một người phụ nữ tham vọng và bất chấp, muốn điều khiển MC Group và chính trị, kinh tế Hàn Quốc.
Tại TOP, Je-kook tìm cách che giấu những hành động phi pháp và trái với đạo đức của những người trong gia đình họ Mo, ngoài ra còn khám phá những bí mật động trời bất hợp pháp của tầng lớp giàu có tư bản Hàn Quốc, để tống tiền, đe dọa hoặc hủy hoại họ.
Một cách trùng hợp, Seok-hee và Yoon-do phát hiện ra rằng giữa họ có sự kết nối, khi mà mẹ của Yoon-do đã phải chịu án tù chung thân khi bị cáo buộc đã giết hại mẹ của Seok-hee. Để tìm cách minh oan cho Yoon-do và tìm ra hung thủ thật sự, họ đã làm việc cùng nhau và đào ra bí mật mà Je-kook và TOP che giấu.

## Phân vai

### Nhân vật chính
- Im Soo-hyang vai Mo Seok-hee
- Lee Jang-woo vai Heo Yoon-do
- Bae Jong-ok vai Han Je-gook

### Gia đình họ Mo
- Jung Won-joong vai Mo Cheol-hee
- Moon Hee-kyung vai Ha Yeong-seo
- Lee Kyu-han vai Mo Wan-soo
- Kim Jin-woo vai Mo Wan-joon
- Gong Hyun-joo vai Baek Soo-jin
- Jeon Jin-seo vai Mo Seo-jin

### Nhân vật khác
- Jun Gook-hwan vai Mo Wang-pyo
- Oh Seung-eun vai Choi Na-ri
- Park Hyun-sook vai Jeong Yoon-sook
- Park Hye-na vai Ahn Jae-rim
- Son Jin-hwan vai Lawyer Yoon
- Park Sang-myun vai Heo Jang-soo
- Jo Kyung-sook vai Im Soon
- Na In-gyoo vai Detective Oh
- Jang Seo-kyung vai Go Eun-ji
- Kim Chul-ki vai Yoon Sang-won
- Kwon Hyuk-hyun vai Kwon Joon-hyeok
- Park Tae-in vai Lee Kyeong-ah
- Jung Hye-in vai Hwang Bo-joo
- Park Chul-min vai Kim Boo-gi
- Kim Yoon-seo vai Oh Gwang-mi
- Jung Ho-bin vai Joo Hyeong-il
- Hyun Woo-sung vai Joo Tae-hyeong

## Phát sóng quốc tế
- Myanmar: Sky Net International Drama Channel
- Việt Nam: VTC1

## Rating
- Trong bảng dưới đây, những số liệu màu xanh hiển thị cho những tập có lượt rating/người xem thấp nhất và nhiều nhất với số liệu màu đỏ

| Ep.        | Ngày chiếu           | Rating       | Rating      | Rating |
| Ep.        | Ngày chiếu           | AGB Nielsen  | AGB Nielsen |        |
| Ep.        | Ngày chiếu           | Hàn Quốc     | Seoul       |        |
| ---------- | -------------------- | ------------ | ----------- | ------ |
| 1          | 21 tháng 8 năm 2019  | 2.689%       | —           |        |
| 2          | 22 tháng 8 năm 2019  | 1.828%       | —           |        |
| 3          | 28 tháng 8 năm 2019  | 2.720%       | —           |        |
| 4          | 29 tháng 8 năm 2019  | 2.899%       | —           |        |
| 5          | 4 tháng 9 năm 2019   | 3.700%       | 3.408%      |        |
| 6          | 5 tháng 9 năm 2019   | 2.074%       | —           |        |
| 7          | 18 tháng 9 năm 2019  | 4.322%       | 4.319%      |        |
| 8          | 19 tháng 9 năm 2019  | 3.653%       | 3.784%      |        |
| 9          | 25 tháng 9 năm 2019  | 5.205%       | 5.608%      |        |
| 10         | 26 tháng 9 năm 2019  | 5.284%       | 5.585%      |        |
| 11         | 2 tháng 10 năm 2019  | 7.125%       | 7.432%      |        |
| 12         | 3 tháng 10 năm 2019  | 6.556%       | 6.945%      |        |
| 13         | 9 tháng 10 năm 2019  | 7.316%       | 7.808%      |        |
| 14         | 10 tháng 10 năm 2019 | 6.974%       | 7.559%      |        |
| 15         | 16 tháng 10 năm 2019 | 7.981% (1st) | 8.405%      |        |
| 16         | 17 tháng 10 năm 2019 | 8.478%       | 8.305%      |        |
| Trung bình | Trung bình           | 4.925%       | —           |        |